# Ralph Hertwig

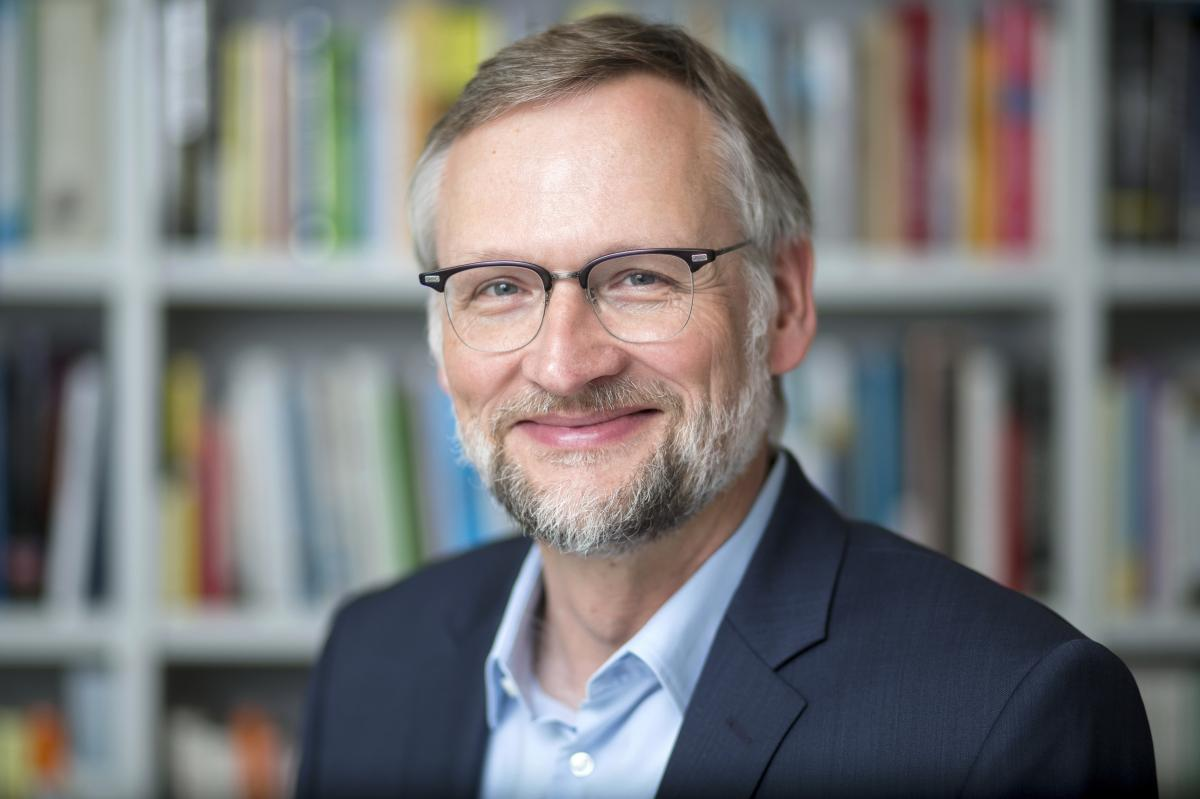
Ralph Hertwig, 2019

Ralph Hertwig (* 4. November 1963 in Heilbronn) ist ein deutscher Psychologe, der sich vor allem mit der Psychologie menschlichen Entscheidens beschäftigt. Hertwig ist Direktor des Forschungsbereichs Adaptive Rationalität am Max-Planck-Institut für Bildungsforschung in Berlin.

## Leben
Hertwig wuchs zusammen mit seinen Brüdern Steffen Hertwig und Michael Hertwig bei seinen Eltern Walter und Inge Hertwig in Talheim auf.
Nach seiner Promotion im Jahr 1995 an der Universität Konstanz begann Hertwig am Forschungsbereich von Gerd Gigerenzer am Max-Planck-Institut für psychologische Forschung in München; 1997 wechselte die Gruppe zum Max-Planck-Institut für Bildungsforschung in Berlin. Von 2000 bis 2003 forschte Hertwig mit Unterstützung der Deutschen Forschungsgemeinschaft an der Columbia University. Nach seiner Habilitation im Jahr 2003 an der Freien Universität Berlin wurde Hertwig noch im selben Jahr Assistenzprofessor für Angewandte Kognitionswissenschaft an der Universität Basel. 2005 wurde er am gleichen Institut zum Ordinarius für Kognitionswissenschaft und Entscheidungspsychologie berufen. Im Jahr 2012 kehrte Hertwig als Direktor an das Max-Planck-Institut für Bildungsforschung, Forschungsbereich Adaptive Rationalität, nach Berlin zurück.

## Forschung

### Begrenzte Rationalität
Hertwig hat zentrale Beiträge zur Erforschung der begrenzten Rationalität geleistet, zur Beantwortung der Frage also, wie Menschen auf der Grundlage begrenzter Ressourcen Informationen suchen und Entscheidungen treffen. Er untersucht, wie Entscheidungen in Gestalt schneller und einfacher Heuristiken erklärt werden können – einfache kognitive Strategien, die mit wenigen Informationen und Verarbeitungsschritten auskommen. So beschäftigt er sich unter anderem mit Heuristiken zur Anwendung bei Inferenzen (z. B. fluency heuristic), bei Auswahlentscheidungen (z. B. priority heuristic, natural mean heuristic), bei der Verteilung elterlicher Aufmerksamkeit (z. B. equity heuristic), bei medizinischen Entscheidungen (z. B. first impression heuristic) und bei strategischen Entscheidungen. Wie rational, also wie sinnvoll oder erfolgreich eine Heuristik ist, hängt davon ab, ob sie der Struktur der Umgebung entspricht, in der sie angewendet wird. Der Begriff ökologische – in Abgrenzung zu logischer – Rationalität stellt eine Grundannahme des „Heuristics-and-Bias-Program“ in Frage: dass nämlich erfolgreiche Entscheidungsprozesse den formalen Prinzipien der Logik, der Wahrscheinlichkeitstheorie und der Theorie der rationalen Entscheidung entsprechen müssen, unabhängig vom Entscheidungskontext. Stattdessen überlegt Hertwig, welche kontextspezifischen Aspekte bei der Verletzung dieser Prinzipien eine Rolle spielen könnten.
Ein anderer Grund dafür, dass einfache Heuristiken zu guten Entscheidungen führen können, besteht darin, dass sie sich die im Lauf der Evolution entwickelten komplexen kognitiven Fähigkeiten des menschlichen Geistes zunutze machen. Zusammen mit Lael Schooler hat Hertwig gezeigt, dass ökologisch kluges Vergessen – die Fähigkeit, Informationen zu vergessen, die man voraussichtlich nicht mehr benötigt – den Erfolg von Heuristiken befördert, die auf partiellem Nichtwissen basieren (z. B. die Rekognitionsheuristik, fluency heuristic).

### Beschreibungs- versus erfahrungsbasierte Entscheidungen
Über mögliche Konsequenzen ihrer Entscheidungen und deren Eintrittswahrscheinlichkeit können sich Menschen prinzipiell auf zwei Arten informieren: entweder durch das Einholen von Wahrscheinlichkeitsinformationen (z. B. Beipackzettel von Medikamenten) oder durch das persönliche Erleben der Konsequenzen einzelner Entscheidungen (z. B. bei der Partnersuche). Hertwig und sein Team haben Studienteilnehmer Glücksspiele spielen lassen und dabei ein „Description–experience gap“ beobachtet: Bei beschreibungsbasierten Entscheidungen wird seltenen Ereignissen zu viel Gewicht beigemessen, bei Entscheidungen auf Basis eigener Erfahrungen dagegen zu wenig.
Dies liegt unter anderem daran, dass Entscheidungen aufgrund von eigenen Erfahrungen auf kleinen Stichproben basieren. Es ist einfach weniger wahrscheinlich, dass seltene Ereignisse im eigenen Erleben vorkommen. Die Kluft zwischen Beschreibung und Erfahrung tritt bei vielen Entscheidungen auf und wurde über die monetären Glücksspiele hinaus auch in Bereichen wie kausalen Schlussfolgerungen, Verbraucherverhalten, Investitionsentscheidungen, medizinische Entscheidungen und Risikobereitschaft bei Jugendlichen beobachtet.

### Gewolltes Nichtwissen
Gar nicht so selten entscheiden Menschen sich bewusst dafür, etwas nicht wissen zu wollen. Bis zu 55 % derjenigen, die auf HIV getestet werden, erkundigen sich nicht nach dem Untersuchungsergebnis. Diese bewusste Entscheidung gegen das Einholen oder Verarbeiten von Informationen wird als „gewolltes Nichtwissen“ bezeichnet. In einem gemeinsamen Artikel argumentieren Hertwig und Christoph Engel, dass gewolltes Nichtwissen nicht zwangsläufig eine Anomalie ist, sondern wichtige Funktionen erfüllen kann. Eine solche ist etwas die Steuerung von Emotionen: Menschen ignorieren bewusst Informationen über Gesundheitsgefahren, weil diese liebgewonnene Überzeugungen in Frage stellen, mentales Unbehagen auslösen oder Hoffnungen zerstören könnten. Darüber hinaus sind Hertwig und Engels Herausgeber eines interdisziplinären Buchs, in dem unterschiedliche Formen des gewollten Nichtwissens untersucht werden, vom Recht, genetische Testung zu verweigern, bis zur kollektiven Amnesie bei gesellschaftlichen Transformationsprozessen; vom anonymen Orchestervorspiel bis zur Entwicklung diskriminierungsfreier Algorithmen.

### Boosting
Bisher handelt es sich bei öffentlichen Politikinterventionen, die auf verhaltenswissenschaftlichen Erkenntnissen beruhen, zumeist um so genannte „Nudges“ („Stupsern“). Dabei geht um gezielte Einflussnahme, die auf finanzielle Anreize oder restriktive Vorgaben verzichtet und die grundsätzliche Entscheidungsfreiheit nicht in Frage stellt. Hertwigs Ansatz konzentriert sich hingegen auf so genannte „Boosts“, eine andere Art politischer Intervention, die ebenfalls auf finanzielle Anreize und regulatorische Maßnahmen verzichtet. Boosts zielen darauf ab, die Entscheidungskompetenz, kognitiven Fähigkeiten und Selbstmotivation der Menschen zu verbessern und sie damit handlungsfähig zu machen. Anstatt einfach nur Informationen zu vermitteln, bieten Boosts einfache und nachhaltige Strategien, um eine bestimmte Aufgabe zu lösen. So gibt es etwa einen Boost, der nachgewiesenermaßen die Qualität von Beziehungen verbessert. Er besteht darin, sich bei einer Auseinandersetzung in die Rolle eines neutralen Beobachters zu versetzen und diesen Perspektivenwechsel durch kurze Schreibübungen zu verfestigen.
In einem gemeinsamen Artikel erklären Hertwig und Till Gruene-Yanoff, wie sich Boosts von Nudges einerseits im Hinblick auf den zugrundeliegenden psychologischen Mechanismus unterscheiden und andererseits auf die jeweiligen normativen Implikationen, was Transparenz und Autonomie betrifft. Während Nudges etwa bewusstes Überlegen eher unterlaufen und deshalb die Gefahr der Manipulation bergen, setzen Boosts auf die aktive Kooperation des Einzelnen und müssen daher notwendigerweise offen und transparent vermittelt werden. In anderen Publikationen beschäftigt sich Hertwig mit Fragen wie: Wann sind Boosts besser geeignet als Nudges? Wie lässt sich gesunde Ernährung “boosten”?, In welcher Form sollten statistische Informationen vermittelt werden, um die Risikokompetenz zu verbessern? Wie kann man mit Hilfe kollektiver Intelligenz medizinische Diagnose-Entscheidungen verbessern?

## Publikationen (Auswahl)

### Artikel in wissenschaftlichen Zeitungen
- R. Hertwig, G. Barron, E. U. Weber, I. Erev: Decisions from Experience and the Effect of Rare Events in Risky Choice. In: Psychological Science. 15. Jahrgang, Nr. 8, 2004, S. 534–539, doi:10.1111/j.0956-7976.2004.00715.x, PMID 15270998.
- R. Hertwig, J. N. Davis, F. J. Sulloway: Parental investment: How an equity motive can produce inequality. In: Psychological Bulletin. 128. Jahrgang, Nr. 5, 2002, S. 728–745, doi:10.1037/0033-2909.128.5.728.
- R. Hertwig, C. Engel: Homo Ignorans. In: Perspectives on Psychological Science. 11. Jahrgang, Nr. 3, 2016, S. 359–372, doi:10.1177/1745691616635594, PMID 27217249.
- R. Hertwig, G. Gigerenzer: The 'conjunction fallacy' revisited: How intelligent inferences look like reasoning errors. In: Journal of Behavioral Decision Making. 12. Jahrgang, Nr. 4, 1999, S. 275–305, doi:10.1002/(sici)1099-0771(199912)12:4<275::aid-bdm323>3.0.co;2-m.
- R. Hertwig, G. Gigerenzer, U. Hoffrage: The reiteration effect in hindsight bias. In: Psychological Review. 104. Jahrgang, 1997, S. 194–202, doi:10.1037/0033-295X.104.1.194.
- R. Hertwig, T. Grüne-Yanoff: Nudging and Boosting: Steering or Empowering Good Decisions. In: Perspectives on Psychological Science. 12. Jahrgang, Nr. 6, 2017, S. 973–986, doi:10.1177/1745691617702496, PMID 28792862.
- R. Hertwig, S. M. Herzog: Fast and Frugal Heuristics: Tools of Social Rationality. In: Social Cognition. 27. Jahrgang, Nr. 5, 2009, S. 661–698, doi:10.1521/soco.2009.27.5.661.
- R. Hertwig, A. Ortmann: Experimental practices in economics: A methodological challenge for psychologists? In: Behavioral and Brain Sciences. 24. Jahrgang, Nr. 3, 2001, S. 383–403, doi:10.1017/s0140525x01004149.
- L. J. Schooler, R. Hertwig: How forgetting aids heuristic inference. In: Psychological Review. 112. Jahrgang, Nr. 3, 2005, S. 610–628, doi:10.1037/0033-295X.112.3.610.

### Bücher
- Gigerenzer, G., Hertwig, R., & Pachur, T. (Eds.). (2011). Heuristics: The foundations of adaptive behavior. Oxford, UK: Oxford University Press.
- Hertwig, R., & Engel, C. (Eds.) (2020). Deliberate ignorance: Choosing not to know. Strüngmann Forum Reports. Cambridge, MA: MIT Press.
- Hertwig, R., Hoffrage, U., & the ABC Research Group (2013). Simple heuristics in a social world. New York, NY: Oxford University Press.
- Hertwig, R., Pleskac, T. J., Pachur, T., & The Center for Adaptive Rationality (2019). Taming uncertainty. Cambridge, MA: MIT Press.

## Preise und Auszeichnungen
- Heinz-Heckhausen-Preise für Jungwissenschaftler (1996)[26]
- Charlotte-und-Karl-Bühler-Preis (2006)[27]
- Mitglied der Deutschen Akademie der Naturforscher Leopoldina (gewählt 2010)[28]
- Fellow der Association for Psychological Science (ernannt 2011)[29]
- Mitglied der Wilhelm-Wundt-Gesellschaft (gewählt 2012)[30]
- Gottfried-Wilhelm-Leibniz-Preis (2017), für seine Forschung auf dem Gebiet der Entscheidungspsychologie[31]
- Mitglied der Deutschen Akademie der Technikwissenschaften (gewählt 2021)
- Mitglied der Berlin-Brandenburgischen Akademie der Wissenschaften (gewählt 2022)